# 凤凰润楠
凤凰润楠（学名：Machilus phoenicis）为樟科润楠属下的一个种。

## 扩展阅读
- 維基物種上的相關：凤凰润楠